# San Bastiaun (Samedan)
Die abgegangene Kapelle San Bastiaun (deutsch St. Sebastian) ist ein ehemaliges Gotteshaus in der Gemeinde Samedan, im damaligen Kreis Oberengadin in Graubünden (Schweiz). Die Kapelle stand an der Weggabelung der Strassen San Bastiaun und Chaunt da San Bastiaun beim heutigen Golfhotel Des Alpes. Sie war dem hl. Sebastian geweiht und wurde um 1300 errichtet und 1914 abgebrochen.

## Geschichte
Ersturkundlich ist die Kapelle 1501 erwähnt. Sie war eine kleine romanische Anlage mit geosteter, halbrunder, gewölbter Apsis und einer wohl 1715 eingezogenen Gipstonne im Schiff und Satteldach. Über der Westfront befand sich ein offener, gemauerter Glockenstuhl. Der Kirche schloss sich ein kleiner Friedhof an.
Der italienische Reformator Pietro Paolo Vergerio predigte ab 1549 in der Kapelle. 1551 berichtete Vergerio an Heinrich Bullinger nach Zürich, dass die Messe abgeschafft sei, und es ist anzunehmen, dass auch Bildwerke beseitigt wurden. Eine Ordnung der Kirchenplätze von 1734 belegt, dass bis 1892 reformierte Gottesdienste abgehalten wurden.
1864 las der Kapuzinerpater Hilarion aus Bivio zum ersten Mal nach der Reformation eine hl. Messe in Samedan. Ob diese in San Bastiaun abgehalten wurde, ist weder belegt noch wahrscheinlich. 1866 berichtete Baronesse von Puchner, man habe Aussicht, in Samedan den Protestanten eine Kirche («wohl San Bastiaun») abkaufen zu können, nur der Herr Planta sei dagegen. Danach wurde es in dieser Sache wieder ruhig. Von 1895 bis 1911, bis zum Bau der Herz-Jesu-Kirche, wurde die Kapelle den Katholiken von Samedan überlassen. Pfarrer Sigron liess dazu einen Hochaltar mit Tabernakel erstellen.
Mit Teilungsvertrag von 1911 zwischen der politischen Gemeinde Samedan und der reformierten Kirchgemeinde Samedan kam die Kapelle in Besitz der Kirchgemeinde. 1914 entschloss sich die reformierte Kirchgemeinde Samedan, San Bastiaun «auf Abbruch» zu verkaufen. Die politische Gemeinde, der ein Vorkaufsrecht angeboten wurde, zeigte kein Interesse, auch nicht, als die Kirche dann abgebrochen wurde und der politischen Gemeinde Samedan Ausstattungsgegenstände der Kapelle angeboten wurden.

## Ausstattung

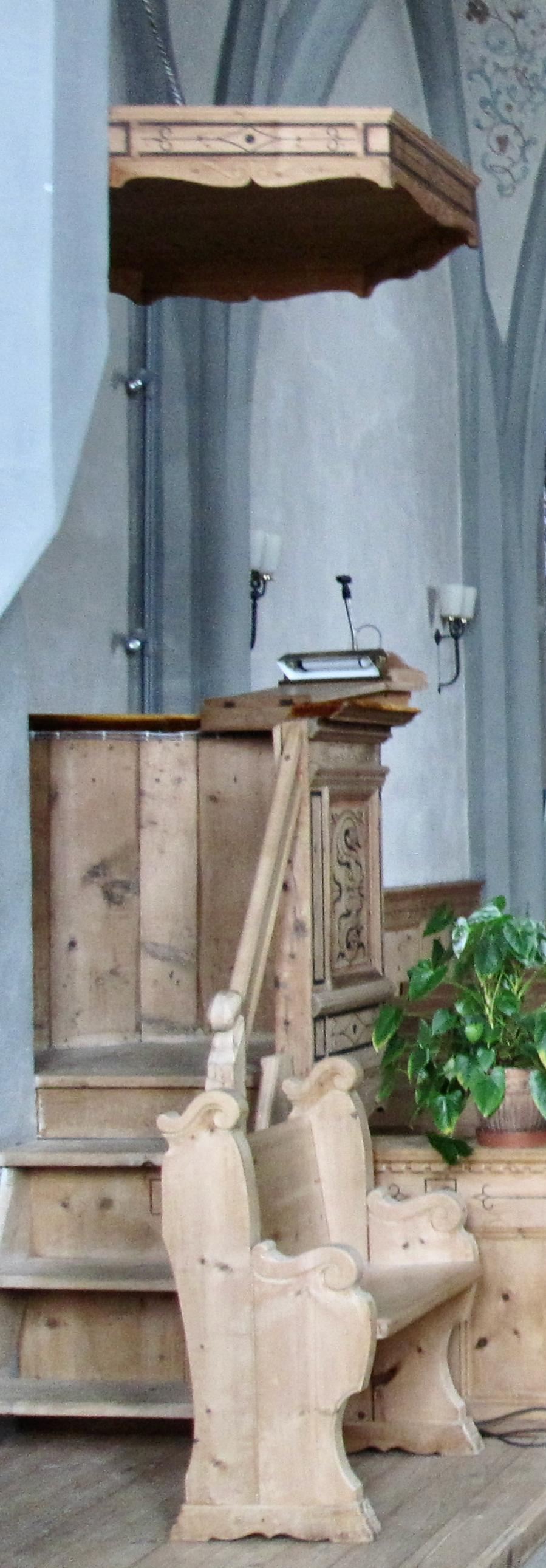
Kanzel von 1712, heute in der Reformierten Kirche Sent

Der Boden der Kapelle lag unter dem heutigen Strassenniveau. Der ehemalige Rundbogen der 1715 veränderten Türe in der Westwand kam beim Abbruch der Kapelle zutage. Die inneren Masse betrugen: Apsistiefe 2,80 m, Weite 4,80 m. Schiff: Länge 11 m, Breite 8,35 m.
Von der Einrichtung der Kapelle sind folgende Stücke noch vorhanden:
- Im Kirchgemeindehaus Samedan: Glocke, Ende 15. Jahrhundert. Durchmesser 65 cm, Gewicht ungefähr 200 kg. Schlagton f''-8. Inschrift: O rex glorie kriste veni nobis cum pace («O König der Ehren komm zu uns mit Frieden»). Zwischen den Schnurstegen in gotischen Minuskeln, als Worttrennungszeichen paragrafenförmig ausgezogene gotische Punkte.[8] Von dieser Glocke wurde 2022 durch einen Glockensachverständigen ein Glockeninventar nach den Grundsätzen des Bundesamtes für Bevölkerungsschutz, Kulturgüterschutz erstellt.[9]
- In der Reformierten Kirche Sent: Kanzel aus Lärchenholz, Füllungen mit Blattornamentik in Flachschnitt. Stütze geschnitzt mit Akanthus. Am Fries eingebrannter Spruch aus Lukas 21,5. Datum: Ano 1712, Adi16. April.

- Im Schweizerischen Landesmuseum sind die kulturell wertvollen Teile von Decke, Empore und Chorgestühl erhalten und eingelagert.[10][11]
  - Kapellendecke. Dazu Einzelbretter, Nordempore, Westempore, Kapellentüre, Balkentüre. Arvenholz. 1500–1510. Inventarnummer LM-13955.1-10.
  - Kirchenstuhl mit Wappen von Salis. Initialen JVS. Datiert 1616. Arvenholz. Inventarnummer LM-13956.
  - Abendmahlstisch. Durchmesser 86 cm. 1600–1700. Arvenholz. Inventarnummer LM-13957.
  - Kirchenbank.  99 × 250 cm. 1600–1700. Arvenholz. Inventarnummer LM-13958.
  - Kirchenbank. 105 × 328 cm. Datiert 1629. Arvenholz. Inventarnummer LM-13959.
  - Kirchenbank. 100 × 330 cm. 1600–1700. Arvenholz. Inventarnummer LM-13960.

## Verschiedenes
Die Strassennamen San Bastiaun und Chaunt da San Bastiaun erinnern heute noch in Samedan an diese Kapelle.